# Dreifaltigkeitskirche (Burgkirchen an der Alz)

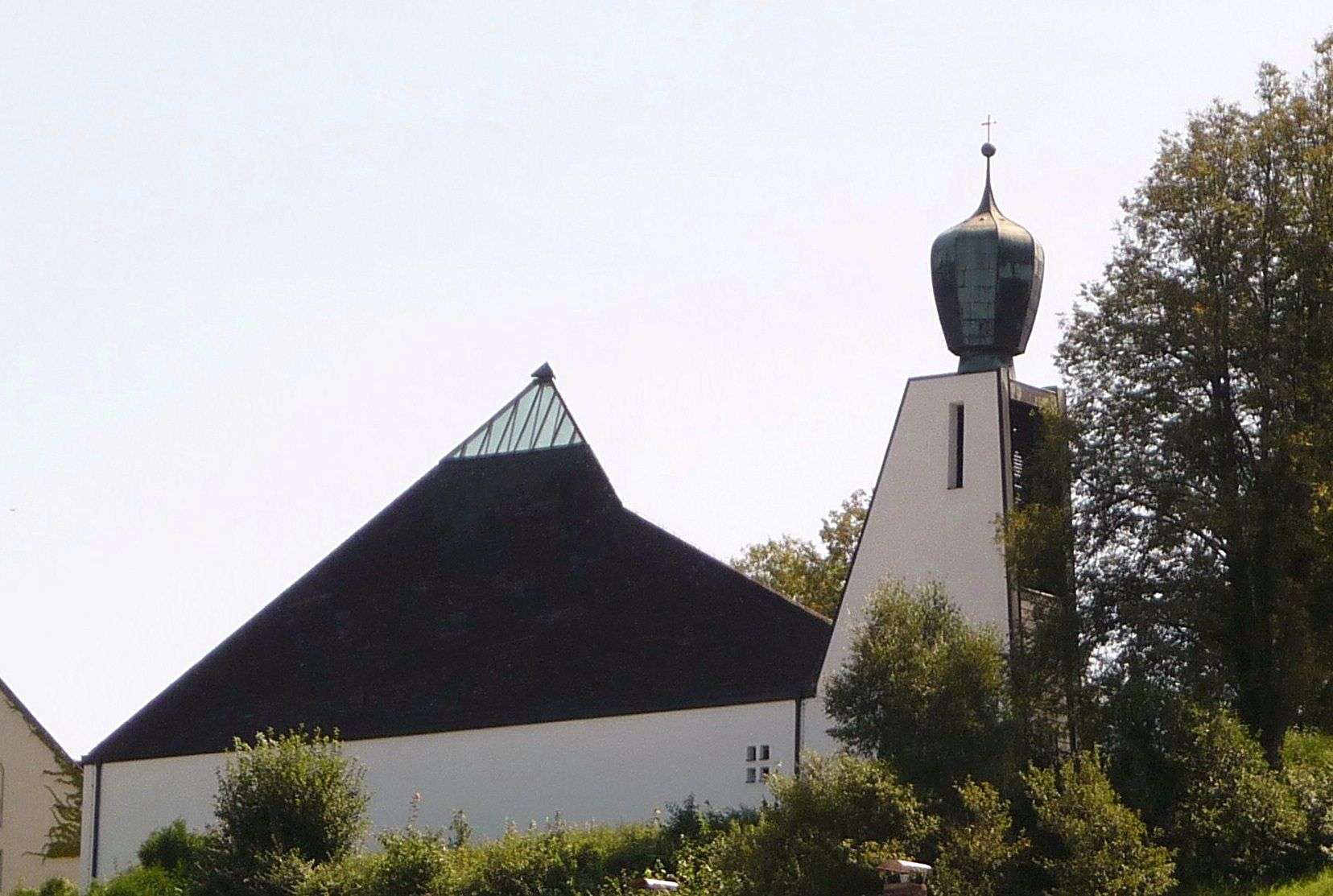
Die Dreifaltigkeitskirche

Die Dreifaltigkeitskirche ist eine denkmalgeschützte evangelische Kirche im oberbayerischen Burgkirchen an der Alz. Sie wurde in den Jahren 1960/61 nach Plänen von Olaf Andreas Gulbransson im Stil der Moderne errichtet.

## Lage
Die Kirche liegt an der Abbruchkante einer Terrasse oberhalb des Alztals mit Blick auf das unterhalb liegende Ortszentrum. Zum denkmalgeschützten Ensemble gehört ein Pfarrhaus.

## Geschichte
Die Weihe der Kirche fand am 28. Mai 1961, dem Sonntag „Trinitatis“ (lat.: Dreifaltigkeit) statt. Sie war die letzte, an der der Architekt vor seinem Unfalltod teilnahm.

## Gebäude
Wie in vielen seiner anderen Kirchenbauten nutzt Gulbransson das Spiel mit geometrischen Formen, um das Programm der Kirche zu realisieren. Zur Umsetzung des Namensbezugs der Heiligen Dreifaltigkeit wählte er ein gleichseitiges Dreieck als Grundriss. Der Kirchenraum wird durch drei Dachflächen ebenfalls in Form gleichseitiger Dreiecke gebildet, die über dem Baukörper einen pyramidenhaften Aufsatz formen. Die Gestaltung des Innenraums gruppiert die Kirchengemeinde in einem offenen Kreis um den Prediger.
Etwas abgesetzt vom Kirchenschiff, aber baulich mit ihm verbunden, wurde ein Kirchturm errichtet, der mit einer für die Gegend typischen Zwiebelhaube abschließt.
Altar, Kanzel und Taufstein hat Hans Frank geschaffen.
Die Orgel mit 13 Registern auf zwei Manualen und Pedal wurde von Gerhard Schmid 1960 gebaut.